# Diecéze Saint-Claude
Diecéze Saint-Claude (lat. Dioecesis Sancti Claudii, franc. Diocèse de Saint-Claude) je francouzská římskokatolická diecéze. Leží na území departementu Jura, jehož hranice přesně kopíruje. Sídlo biskupství i katedrála Saint-Pierre, Saint-Paul et Saint-André de Saint-Claude se nachází ve městě Saint-Claude. Diecéze je součástí besançonské církevní provincie.
Od 22. července 2011 je diecézním biskupem Mons. Vincent Jordy.

## Historie
Biskupství bylo v Sainte-Claude založeno roku 1742, jako sufragánní diecéze besançonské arcidiecéze. Zahrnovalo pouze několik farností na malé ploše, které původně spravovalo opatství Sainte-Claude. V důsledku konkordátu z roku 1801 byla diecéze zrušena a její území včleněno do besançonské arcidiecéze.
Biskupství bylo v Sainte-Claude obnoveno 6. října 1822.